# Макриди, Анатолий Григорьевич
Анатолий Григорьевич Макриди (псевдоним — Стенрос, англ. Anatoly MacReady-Stenroos; 8 мая 1902, Москва, Российская империя — 4 февраля 1982, Канберра, Австралия) — белогвардеец-первопоходник, затем художник-коллаборационист, в годы ВОВ редактор оккупационной газеты «За родину». Эмигрировал из СССР в Германию, потом в Австралию с семьей.

## Биография
В 1917 году выпускник Первого Московского кадетского корпуса. В воспоминаниях утверждал, что получил первое ранение в рядах антибольшевистского партизанского отряда Эммануила Семилетова.
В 1918 кадетом 6 класса, стал участником Первого Кубанского Корниловского Похода, где был ранен и по инвалидности демобилизован. Близко знавшая Анатолия Макриди сотрудница газеты «За родину» Вера Пирожкова сообщала о перенесенном им на гражданской войне сыпном тифе.
В 1920—30-е годы Анатолий Макриди работал художником и фотографом в Москве, в частности, делал шаржевые иллюстрации к одной из книг капитана 1 ранга Николая Авраамова. В начале 1930-х годов в качестве туриста и художника был в составе четырёхмесячной полярной экспедиции в районе Югорского Шара.
В 1941 году перешел на сторону немцев в период битвы за Москву (всей семьей намеренно остались в оккупированном подмосковном дачном поселке).
В марте 1942 с отступлением немцев переехал в Ригу, начал работать под псевдонимом «Стенрос» в штате газеты «За родину» отдела пропаганды штаба «Норд» Вермахта, рисовал карикатуры, работал журналистом. В этом же году пишет книгу «Заря взошла на Западе», некоторые главы которой публикуются в газете «За родину».
В 1943 публиковался в немецких русскоязычных газетах, например, в газете Владимира Деспотули «Новое слово», в газете «Новый путь», «За родину». Издание книги (брошюра, 92 стр.) «Заря взошла на Западе» с рисунками автора.
С января 1944 — редактор русскоязычной немецкой газеты «За родину», разыскиваемый коллаборационист. В октябре 1944 с отступающими немцами эвакуировался с семьей в Германию, жил в Берлине, где лично познакомился с Владимиром Деспотули, а также переписывался с сотрудником газеты «Речь» Владимиром Самариным.

А. Д. Макриди в 1949 г. Фото из Национального архива Австралии.

В 1945 году оказался в английской зоне оккупации, где заимался общественной деятельностью, например, уведомлял НТС о ставших ему известных советских агентах, в связи с безрезультатностью работы НТС становится его критиком. Не позднее 1949 года эмигрировал в Австралию.
В 1963 прекратил общественную деятельность и вышел из монархических организаций, но оставался монархистом и непримиримым врагом советской власти.

## Мотивы коллаборации и трудовой путь
Мотивы своего сотрудничества с немцами Анатолий Макриди объяснял тенденциями имеющими место в русском коллаборационизме времен Второй мировой войны, причем себя причислял к националистам:

«В Вашей книге я нахожу много радующих меня, совпадением с моими, мыслей. Например, Вы утверждаете, что бояться гитлеровской помощи нам (националистам) было бы нечего, если б Гитлер был способен понять все выгоды такой помощи для Германии. Именно на этой мысли и основывалась моя „коллаборация“. Да моя ли одна? Мне кажется, все плохо названные „коллаборанты“, не искавшие личных выгод, рассуждали одинаково: с любой немецкой оккупацией после войны мы бы справились, даже без особого труда, в течение нескольких лет, а с большевизмом не справились до сих пор, не справимся никогда».— «Наша страна» №2963 от 04.05.2013, «Миф о героической работе верхушки НТС», Анатолий Макриди.
Идейному коллаборационисту Макриди принадлежит также следующее высказывание: «Идейная любовь — такая же нелепость, как и идейная ненависть; духовное мошенничество, подделка, иногда очень ловкая». В своей жизни Анатолий Макриди выделял два ярких периода и вспоминал некоторые подробности, определяя свою деятельность, как антисоветскую:

«Куда делся Эйхенбаум? Этот человек был свидетелем двух самых продуктивных периодов моей жизни: моего участия в Первом Походе и мое редактирование антикоммунистической газеты „За родину“, которую по свободной подписке я поднял с 60.000 до 200.000, Правда, для этого приходилось сидеть в редакции ежедневно и еженощно до 4-х, а днём не было время пообедать и мать приносила обед в редакцию, прямо в кабинет и заявляла, что не уйдет, пока я не освобожу посуду. Потом я узнал, что в заговоре участвовала секретарша, которая никого не пускала ко мне, пока я наскоро глотал домашнюю стряпню. Время было военное, голодное и ни о каких редакционных буфетах не могло быть и речи. По примеру советских газет, я завёл „отдел писем“, едва ли не самый трудоемкий. Писем была бездна, по преимуществу ругательных, анонимных, но позволявших видеть, насколько удачна была антисоветская пропаганда. Целая полка в шкафу была наполнена ругательствами и угрозами по моему личному адресу».— «Наша страна» №2933 от 04.02.2012, «Первопоходник и публицист: к 30-летию кончины А. Г. Макриди».

### Журналист и редактор
По свидетельству сотрудницы газеты «За родину» Веры Пирожковой, москвич Анатолий Макриди, по профессии был художником-иллюстратором, но по призванию журналистом. По воспоминаниям Пирожковой начал сотрудничать с немцами при следующих обстоятельствах:

Оставшись поневоле в Советском Союзе, А. Г., конечно, скрывал своё участие в гражданской войне и выбрал политически и идеологически нейтральную профессию иллюстратора, используя свой талант к рисованию. Жена его была племянницей белого генерала Дроздовского. Их дочери Кире в то время, когда я с ними познакомилась, было одиннадцать лет. Оба они, живя в СССР, ежедневно боялись ареста, а потому решили официально не вступать в брак, чтобы в случае ареста кого-нибудь одного из них второй мог позаботиться о ребёнке. Они поженились уже в Риге. Когда началась война, они были на даче к западу от Москвы, и сознательно остались там, ожидать немцев. Их дачное местечко было быстро оккупировано, и немецкие части двинулись дальше.— «Потерянное поколение: воспоминания о детстве и юности».

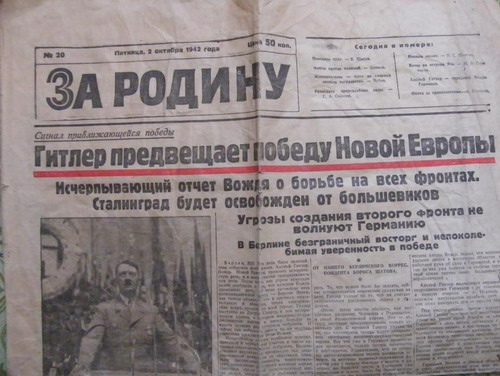
Макриди А. Г. был журналистом, а потом редактором оккупационной газеты «За родину».

Через непродолжительное время Анатолий Макриди предложил оккупантам свои услуги, подключился к пропагандистской работе, указывал на недостатки агитационных материалов, например, листовку «Бей жида-политрука, рожа просит кирпича!». Во время отступления немцев, Анатолий Макриди с семьей переехал в оккупированную Ригу, где и возглавил газету «За родину», по оценке коллаборационистки Лидии Осиповой (наст. Полякова Олимпиада Георгиевна), которая являлась сотрудницей редакции газеты, Стенрос «не профессионал…, но журналистская и редакторская хватка у него есть».

### Писатель и художник
Написанная и проиллюстрированная Стенросом в 1942 году антисоветская книга «Заря взошла на Западе» распространялась в 1943 по библиотекам оккупированной РСФСР, была высоко оценена генералом Петром Красновым и раскритикована Ильёй Эренбургом на страницах газеты «Правда». Борис Филистинский, в одной из своих докладных записок в ведомство Альфреда Розенберга, хвалил брошюру Стенроса «Заря взошла на Западе» и ставил её в один ряд с книгами Ивана Солоневича. Газета «За родину», анонсом, публиковала избранные главы книги, содержание которой соответствовало общим установкам для немецких русскоязычных периодических изданий на оккупированной территории СССР в годы Великой Отечественной войны, например, концепции о превентивном ударе по большевикам:

Можно смело сказать, что ни одна страна в мире, за всю историю земли, не готовилась к войне так жертвенно и столь бездарно, как СССР. Его превратили в гигантский военный завод, десять лет денно и нощно, как неугасимая лампада, коптивший пред лживым ликом «обороны». Этим именем Сталин окрестил скрытую идею вооруженного нападения на Германию. Расчет был прост и ясен: нужно выжать из страны все для победы над Германией, а этого заодно достаточно для овладения всей Европой.
Большевики, привыкшие даже расстреливать исподтишка, в затылок, решили выждать случай, когда на Германию удастся напасть сзади, поэтому, в меру дипломатических талантов, из кожи лезли, чтобы убедить всех на свете в своих мирных побуждениях, а грандиозное вооружение старались изобразить, как вынужденное, в целях самообороны. В подтверждение этого большевики, не теряя лишнего времени, кинулись на Финляндию, но получив по зубам, обратили свой ищущий взор на менее предусмотрительных соседей.

Десять лет в России шла подготовка к войне по линиям: материального вооружения, идеологического воспитания народа и политике — административных мер. Результаты первого выразились в самой крупной армии на земле и огромном накоплении вооружения и припасов. Второго — в убеждении народа, что «фашисты» злейшие враги человечества вообще и русских, — в особенности. Третьего — в арестах, расстрелах и ссылке десятков миллионов людей, заподозренных в том, что они недостаточно убеждены во втором.— Анатолий Стенрос, «Заря взошла на Западе», «За родину» №16 (27.09.1942).

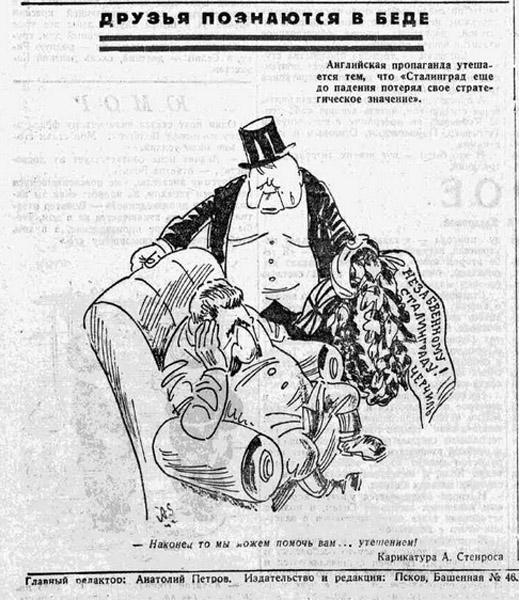
Карикатура Анатолия Стенроса в газете «За родину» № 16 (27.09.1942).

### Эмиграция
В эмиграции Анатолий Макриди и его жена переписывались с Александром Солженицыным, в одном из публицистических текстов, на статью Макриди в газете «Наша страна», ссылается Григорий Климов. Эмигрантская газета «Наша страна» в некоторых номерах разместила портрет Макриди, чтит его память, Анатолий Макриди был многолетним автором и другом издания. На страницах газеты её редактор Николай Казанцев публиковал воспоминания Анатолия Макриди, например, запомнившуюся ему критику «Стенроса» в одной из центральных советских газет в годы ВОВ. Макриди-Стенрос опубликовал некоторую часть воспоминаний и в газете «Возрождение».
В годы эмиграции жил в Австралии, где скончался.

## Семья
- Отец — Г. С. Макриди, музыкант.
- Мать — Агда Ивановна Стенрос-Макриди, в 1903 году закончила Московскую консерваторию им. Чайковского с золотой медалью. Проживала с семьей в Москве, давала уроки музыки, арендовала квартиру в доходном доме А. А. Волоцкой в Большом Козихинском переулке.

Стенросъ-Макриди Агда Ив. своб. худ. Б. Козихінский 28, Т. 352-92. Учит-ца музыки.— Алфавитный указатель адресовъ жителей г. Москвы и ея пригородовъ. Редакція изданія «Вся Москва», 1917.
Агда Стенрос умерла в 1963 году, в Сиднее. По поводу смерти матери Анатолий Макриди получил соболезнование от Правления и членов Общества Первопоходников в Калифорнии.

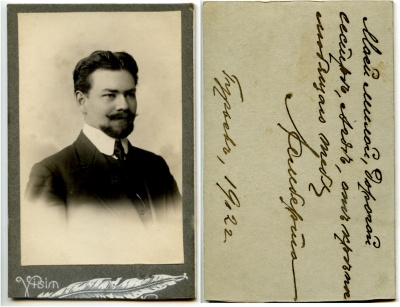
Фотография Стенроса Ламберта Ивановича с дарственной надписью сестре Агде, город Гурьев, 1912 год.

- Брат матери (дядя А. Г. Стенрос-Макриди)- Стенрос Ламберт Иванович, был инженером — технологом, управляющим нефтяными промыслами Гурьевского общества «Нобель».
- Жена, Татьяна Николаевна Дроздовская[44] (Макриди[45]) — двоюродная племянница[46] белого генерала М. Г. Дроздовского, вышла замуж за Анатолия Макриди в оккупированной немцами Риге[47] и работала в его же газете «За родину» секретарем[48].
- Дети — Кира (старшая дочь 1933 года рождения) и в 1945 году родились двойняшки.

Семью Макриди искали родственники через передачу «Жди меня», в эфире запрос был озвучен 11.04.2014.